# Pline l'Ancien
Pour les articles homonymes, voir Pline.
Pline l’Ancien (en latin Caius Plinius Secundus) ou Pline Le Naturaliste, né en 23 apr. J.-C. à Côme dans le Nord de l'Italie et mort en 79 à Stabies, près de Naples, lors de l'éruption du Vésuve, est un écrivain et naturaliste romain du Ier siècle.
Il est l'auteur d'une monumentale encyclopédie intitulée Histoire naturelle (Naturalis Historia), publiée vers 77 et comptant trente-sept volumes. Cet ouvrage, le seul de Pline l'Ancien qui soit parvenu jusqu'à nous, a longtemps été une importante référence scientifique et technique. Pline a en effet rassemblé le savoir de son époque sur des sujets variés, tels que les sciences naturelles, l'astronomie, l'anthropologie, la psychologie et la métallurgie.
En 79 apr. J.-C., il adopte son neveu Pline le Jeune, qui prend le nom de Caius Plinius Caecilius Secundus.

## Biographie

### Lieu de naissance
Pline l'Ancien, chevalier romain, naquit sous le consulat d’Asinius Pollion et de Caius Antistius Vetus en 23 de l'ère chrétienne, soit l'an de Rome 776. Une incertitude persiste sur le lieu de sa naissance : Vérone, selon les uns, Côme (Novocomum),,, selon d'autres. Ce qui fait croire que Pline est de Vérone, c'est que des manuscrits portent en effet Plinius Veronensis, et que Pline lui-même, dans sa préface, appelle d'un mot militaire Catulle son pays (conterraneus) ; or Catulle était de Vérone. En faveur de Côme, on remarque qu'Eusèbe de Césarée, dans sa Chronique, joint au nom de Pline l'épithète de Novocomensis ; mais Eusèbe et les écrivains postérieurs ont longtemps confondu Pline l'auteur de l'Histoire naturelle et Pline le Jeune, son neveu, l'auteur des Lettres et du Panégyrique de Trajan. L'argument le plus considérable en faveur de Côme est le nombre d'inscriptions trouvées dans cette ville où le nom de Pline revient souvent : elles ne sont pas, il est vrai, relatives à notre Pline, mais du moins elles montrent qu'à Côme ce nom était commun, et l'on en tire la conclusion que notre auteur pouvait être aussi de cette ville ; mais ce point ne paraît pas avoir trouvé sa conclusion définitive.

### Formation
Pline l'Ancien était membre de la classe sociale des chevaliers romains (equites) par sa mère, fille du sénateur Caius Caecilius de Novum Comum. Venu dans sa jeunesse de Côme à Rome, il fut mis à l'école des rhéteurs, selon la coutume, puis commença une carrière équestre, dans l'administration impériale. Avant 35, son père Caius Plinius Celer l'emmena à Rome, où il confia son éducation à un de ses amis, le poète et général Publius Pomponius Secundus. Pline y acquit le goût d'apprendre, qu'il conserva toute sa vie. Deux siècles après la mort des Gracques, le jeune homme put admirer certains de leurs manuscrits autographes, dans la bibliothèque de son maître. Il leur consacra plus tard une biographie. Pline mentionna les grammairiens et rhétoriciens Remmius Palaemon et Arellius Fuscus dans sa Naturalis historia, et fut sans doute leur élève. À Rome, il étudia la botanique au topiaire d'Antonius Castor et vit les anciens « arbres lotus » sur les terrains qui avaient appartenu auparavant à Crassus. Il assista probablement au triomphe de Claude Ier sur la Bretagne, en 44 (III, 119). Sous l'influence de Sénèque, il devint un étudiant passionné de philosophie et de rhétorique et commença à exercer la fonction d'avocat.

### Carrière militaire
Il servit en 47 comme tribun militaire en Germanie sous les ordres de Cnaeus Domitius Corbulo : c'était un poste à l'état-major qui le plaçait sous les ordres directs du commandant de district. Officier du praetorium, il y retrouva le général Publius Pomponius Secundus, fin lettré. Il participa à la conquête romaine des Chauques, tribu germanique du littoral Nord-Ouest et à la construction du canal entre le Rhin et la Meuse. En tant que jeune commandant d'un corps de cavalerie (præfectus alae), il écrivit, dans ses quartiers d'hiver, un essai sur l'art de lancer le javelot à cheval (de jaculatione equestri).
Il séjourne en Gaule narbonnaise comme administrateur des finances impériales et recueille des observations locales sur les sujets les plus divers : les vents, l'hydrographie du Rhône, la flore et la faune, les productions agricoles, etc.. Il apprit la signification d'un certain nombre de mots celtiques. Il nota les sites associés à l'avancée romaine en Germanie, et les lieux des victoires de Drusus. Il accompagna Pomponius, ami de son père, en expédition contre les Chattes (50) et visita la Germanie pour la troisième fois, en tant que compagnon du futur empereur Titus Flavius (Praef. § 3).
Préfet de la flotte de Misène, il assiste à l'éruption du Vésuve, qui touche Pompéi et cause sa propre mort alors qu'il fait l'observation de ce phénomène volcanique en tentant de porter secours à des amis ; le récit en est fait par son neveu Pline le Jeune (Lettres 6, 16 et 20, adressées à l'historien Tacite).

### Premiers travaux de recherche
Sous Néron, il vécut principalement à Rome. Il mentionna la carte d'Arménie et les abords de la mer Caspienne qui fut cédée à Rome par le personnel de Corbulo en 59 (VI, 40). Il assista aussi à la construction de la Domus Aurea de Néron après le grand incendie de 64 (XXXVI, 111).
Entre-temps, il compléta les vingt livres de son Histoire des guerres germaniques, seul ouvrage de référence cité dans les six premiers livres des Annales de Tacite (I, 69). Cet ouvrage fut probablement l'une des principales sources de renseignements sur la Germanie jusqu'aux écrits de Tacite. Au début du Ve siècle, Symmaque eut un petit espoir d’en retrouver une copie (Epp., XIV, 8).
Il consacra beaucoup de son temps à des sujets moins polémiques, comme la grammaire et la rhétorique. Studiosus, un travail détaillé sur la rhétorique, est suivi des huit livres de Dubii sermonis (67). Travaillant sans relâche, il se fait transporter en litière pour qu'un de ses esclaves lui lise des ouvrages et qu'il puisse dicter ses notes à un autre esclave secrétaire muni de tablettes enduites de cire.

### Au service de l'État et de la science

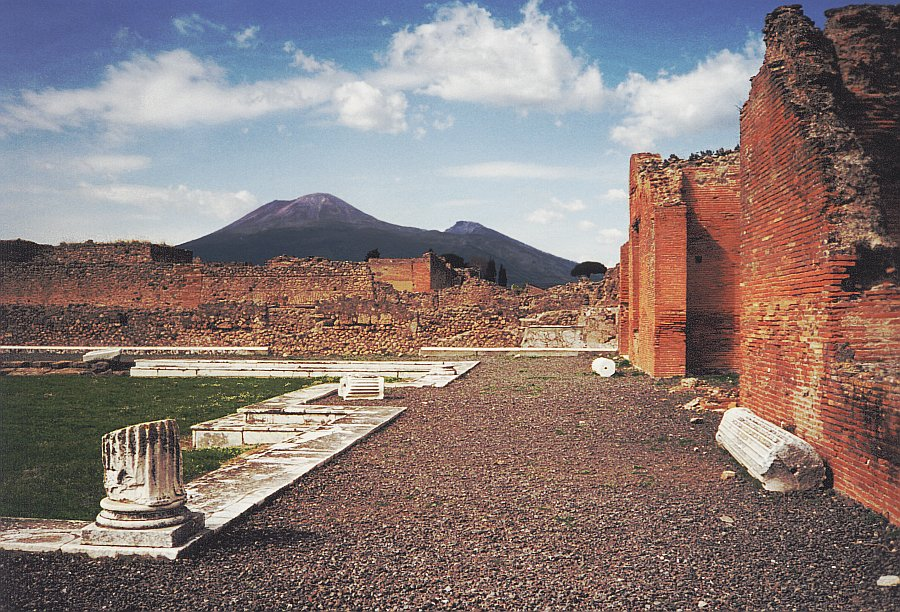
Le Vésuve vu de Pompéi.

Sous le règne de son ami Vespasien, il retourna au service de l'État comme procurateur en Gaule narbonnaise (70) et en Hispanie romaine (73). Il visita aussi la Gaule belgique (74). Durant son séjour en Espagne, il se familiarisa avec l'agriculture et les mines du pays, en plus de visiter l'Afrique (VII, 37). À son retour en Italie, il accepta une charge auprès de Vespasien, qui le consultait aux aurores avant de vaquer à ses occupations officielles. À la fin de son mandat, il consacra l'essentiel de son temps à ses études (Pun. Epp., III, 5, 9).
Il compléta une Histoire de son Temps en 31 livres, traitant du règne de Néron jusqu'à celui de Vespasien, qu'il voulait ne laisser paraître qu'après sa mort (N. H., Praef. 20). Cette œuvre, citée par Tacite (Ann., XIII, 20 ; XV, 53 ; Hist., III, 29), influença Suétone et Plutarque.
Pline termina presque son grand ouvrage Naturalis historia, une encyclopédie dans laquelle il collecta une grande partie du savoir de son époque, travail planifié sous la direction de Néron. Les informations qu'il collecta à cette fin ne remplissaient pas moins de 160 volumes en l'an 73, lorsque Larcius Licinus, le légat préteur d'Hispania Tarraconensis, essaya vainement de les acheter pour l'équivalent de plus de 200 000 £ (valeur estimée en 2002). Il dédia son œuvre à Titus Flavius en 77.
Le 24 octobre 79, jour de l'éruption du Vésuve en 79 qui ensevelit Pompéi et Herculanum, il se trouvait à Misène, en tant que Préfet commandant la flotte militaire romaine, basée en cet endroit. Voulant observer le phénomène au plus près et désirant porter secours à quelques-uns de ses amis en difficulté sur les plages de la baie de Naples, il partit avec ses galères, traversant la baie jusqu'à Stabies (aujourd'hui Castellammare di Stabia) où il mourut, probablement asphyxié, à 56 ans. Son neveu écrivit : « Mon oncle se coucha sur un drap étendu, demanda de l'eau froide, et en but deux fois. Bientôt des flammes et une odeur de soufre qui en annonçait l'approche mirent tout le monde en fuite et forcèrent mon oncle à se lever. Il se lève appuyé sur deux jeunes esclaves, et au même instant il tombe mort. J'imagine que cette épaisse vapeur arrêta sa respiration et le suffoqua. Il avait naturellement la poitrine faible, étroite et souvent haletante ».
L'éruption fut décrite par son neveu Pline le Jeune dont le nom est retenu en volcanologie ancienne pour décrire ce type d'éruption : on parle en effet d'« éruption plinienne ».
Le récit de ses dernières heures est relaté dans une intéressante lettre que Pline le Jeune adressa, 27 ans après les faits, à Tacite (Epp., VI, 16 ). Il envoya aussi, à un autre correspondant, un exposé sur les écrits et le mode de vie de son oncle (III, 5) : « Il commençait à travailler bien avant l'aube… Il ne lisait rien sans en faire de résumé ; il disait même qu'il n'existait aucun livre, si mauvais soit-il, qui ne contienne quelque valeur. Au pays, seule l'heure du bain l'exemptait d'étudier. En voyage, lorsqu'il était déchargé d'autres obligations, il se consacrait uniquement à l'étude. En bref, il considérait comme perdu le temps qui n'était pas consacré à l'étude. »
Le seul fruit de son inlassable labeur qui subsiste de nos jours est sa Naturalis historia qui fut utilisée comme référence pendant de nombreux siècles par d'innombrables élèves.

## Œuvres

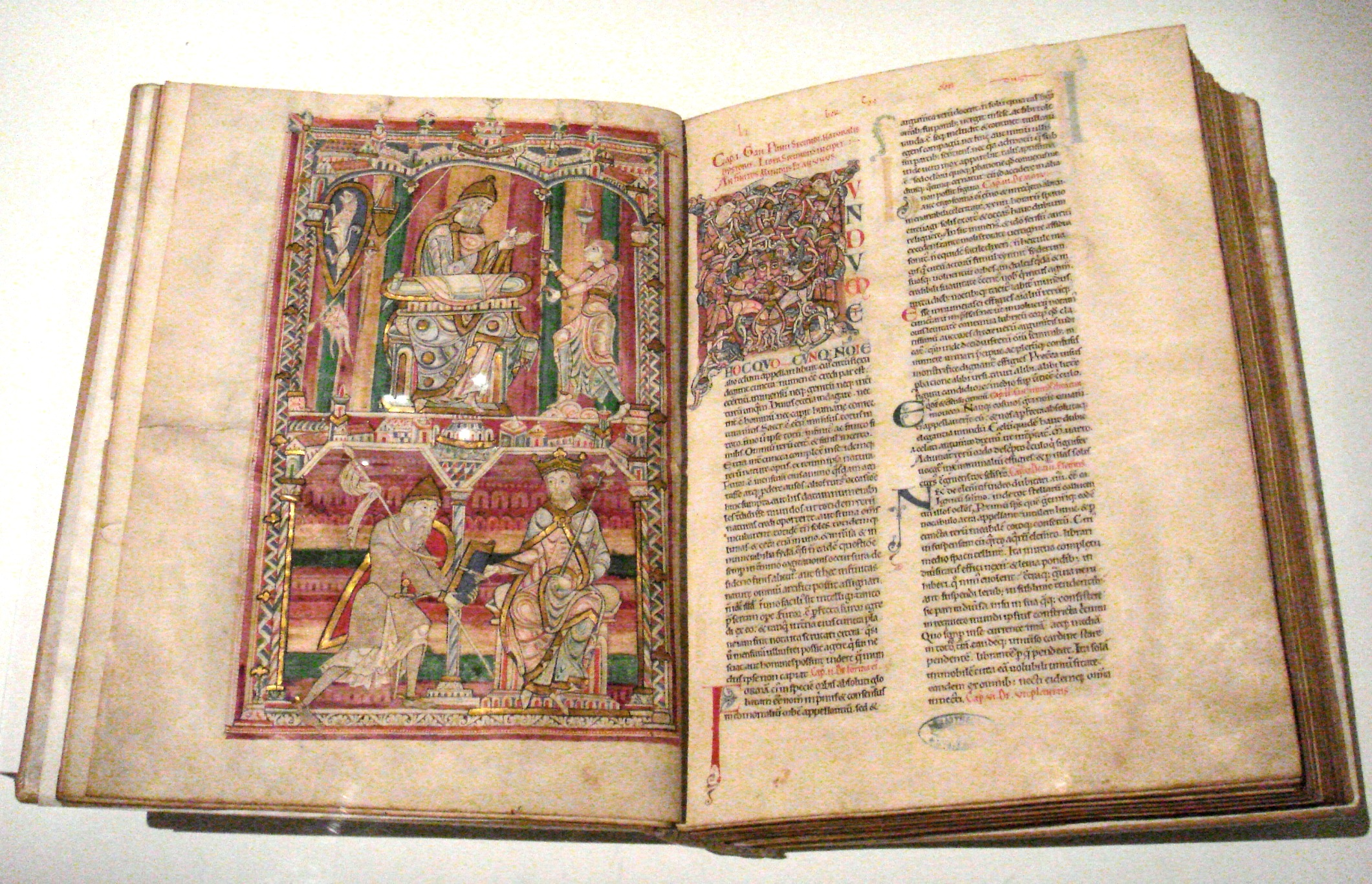
Histoire naturelle de Pline l'Ancien (manuscrit du milieu du XIIe siècle, coll. de l'abbaye de Saint-Vincent du Mans, France).

Pline le Jeune, dans une de ses lettres, cite toutes les œuvres de son oncle.
« Je suis très heureux que la lecture des livres de mon oncle vous passionne au point de vouloir les posséder tous et d'en réclamer la liste complète. Je remplirai le rôle de catalogue et même je vous indiquerai l'ordre de leur composition, car cette connaissance ne déplaît pas non plus aux curieux de lettres.

L'Art de lancer le javelot à cheval (en 1 livre) : il l'a composé avec autant de talent que de soin, lorsqu'il était aux armées comme commandant d'une aile de cavalerie.
La Vie de Pomponius Secundus (en 2 livres) : il en était particulièrement aimé ; il écrivit cet ouvrage comme pour s'acquitter d'une dette envers la mémoire de son ami.
Les Guerres de Germanie (en 20 livres) : il y a raconté toutes les guerres que nous avons soutenues contre les Germains. Il les commença pendant son service en Germanie ; un songe lui en donna l'idée ; pendant son sommeil il vit debout devant lui le fantôme de Drusus Néron, qui, après avoir soumis une grande partie de la Germanie, y mourut ; il lui recommandait de veiller sur sa mémoire et le priait de le sauver d'un injurieux oubli.
L'Homme de lettres (en 3 livres, divisés en 6 volumes à cause de leur étendue) : il y prend l'orateur au berceau et le conduit à sa perfection.
Les Difficultés de la grammaire (en 8 livres) : il l'écrivit pendant les dernières années du règne de Néron, quand tous les genres d'études un peu libres et un peu sérieuses eurent été rendues périlleuses par la servitude.
La Suite d'Aufidius Bassus (en 31 livres).
L'Histoire naturelle (en 37 livres) : ouvrage étendu, savant, presque aussi varié que la nature elle-même.  »
Des ouvrages de Pline, un seul est arrivé jusqu'à nous, L'Histoire naturelle. L'auteur commence par exposer des notions sur le monde, la Terre, le Soleil, les planètes, et les propriétés remarquables des éléments. De là il passe à la description géographique des parties de la Terre connues des anciens. Après la géographie vient ce que nous appellerions l'histoire naturelle, à savoir l'histoire des animaux terrestres, des poissons, des insectes et des oiseaux.
La partie botanique qui suit est très considérable, d'autant plus que Pline introduit beaucoup de renseignements sur l'artisanat, comme la fabrication du vin et de l'huile, la culture des céréales, et différentes applications industrielles. Il s'intéressa ainsi à la fabrication du papyrus (XIII, 68-38) et des teintures de pourpre (IX, 130). Après la partie botanique, il revient aux animaux pour énumérer les remèdes qu'ils fournissent ; enfin il passe aux substances minérales, ce qui lui donne l'occasion de faire à la fois l'histoire des procédés d'extraction de ces substances, et celle de la peinture et de la sculpture chez les Anciens.
Cette monumentale encyclopédie, dans laquelle Pline a compilé le savoir de son époque, a longtemps été la référence en matière de connaissances scientifiques et techniques. Pour la réaliser, Pline dit avoir consulté 2 000 ouvrages dus à 500 auteurs différents. Selon son neveu Pline le Jeune, sa méthode de travail était de prendre des notes tandis qu'un de ses esclaves lui lisait un livre à haute voix.

## Ses intérêts principaux

### La philosophie
Comme beaucoup de gens cultivés du début de l'empire romain, Pline était adepte du stoïcisme. Il était lié avec son plus noble représentant, Publius Clodius Thrasea Paetus et subit aussi l'influence de Sénèque. Ce stoïcien qui s'adonnait à l'étude de la nature et dont la morale lui enseignait d'être agréable avec les autres, chercha sans cesse dans son œuvre littéraire à être bénéfique et à instruire ses contemporains (Praef. 16, XXVIII, 2 ; XXIX, I).
Il fut aussi influencé par l'épicurisme, l'académisme et la renaissante école pythagoricienne, mais sa vision de la nature et des dieux resta essentiellement stoïcienne. Selon lui, c'est la faiblesse de l'humanité qui enferme la déité sous des formes humaines entachées de fautes et de vices (II, 148). La divinité est réelle : c'est l'âme du monde éternel, dispensant sa bienfaisance tant sur terre que sur le soleil et les étoiles (II, 12 sqq., 154 sqq.). L'existence de la divine Providence est incertaine (II, 19) mais la croyance en son existence et à la punition des méfaits est salutaire (II, 26) ; et la récompense de la vertu consiste en l'élévation à la divinité de ceux qui ressemblaient à un dieu en faisant le bien pour l'humanité (II, 18, « Deus est mortali juvare mortalem, et haec ad aeternam gloriam via »). Il est mauvais de s'enquérir du futur et de violenter la nature en ayant recours aux arts de la magie (II, 114 ; XXX, 3) mais l'importance des prodiges et des présages n'est pas rejetée (II, 92, 199, 232).
La vision que Pline avait de la vie était sombre : il voyait la race humaine plongée dans la ruine et la misère (II, 24 ; VII, 130). Contre le luxe et la corruption morale, il se livre à des déclamations si fréquentes (comme celles de Sénèque) qu'elles peuvent lasser le lecteur.
Avec la fierté nationale d'un Romain, il combina l'admiration des vertus qui menèrent la république à sa grandeur (XVI, 14 ; XXVII, 3 ; XXXVII, 201). Il n'éluda pas les faits historiques défavorables à Rome (XXXIV, 139) et, bien qu'il honorât les membres éminents des maisons romaines distinguées, il était libre de la partialité indue de Tite-Live pour l'aristocratie. Les classes agricoles et les anciens héros de la classe équestre (Cincinnatus, Curius Dentatus, Serranus et Caton l'Ancien) étaient pour lui les piliers de l'État et il se lamentait amèrement du déclin de l'agriculture en Italie (XVIII, 21 et 35, « latifundia perdidere Italiam »). De même, pour l'histoire des débuts de Rome, il préféra suivre les auteurs pré-augustéens ; cependant il vit le pouvoir impérial comme indispensable au gouvernement de l'Empire et il salua le « salutaire avènement » de Vespasien (XXXIII, 51).

### Littérature et science
À la fin de ses longs travaux littéraires, en tant que seul Romain à avoir choisi comme thème l'entièreté du monde de la nature, il implora la bénédiction de la Mère universelle sur tout son travail [référence ?].
En littérature, il attribua la plus haute place à Homère et à Cicéron (XVII, 37 sqq.), en second lieu Virgile. Il fut influencé par les recherches du roi Juba II de Maurétanie et qu'il appelait « mon Maître ».
Il voua un profond intérêt à la nature et aux sciences naturelles, les étudiant d'une manière nouvelle pour cette époque dans le monde romain. Malgré le peu d'estime que l'on portait pour ce genre d'études, il s'efforça toujours d'être au service de ses concitoyens (XXII, 15).
L'envergure de son œuvre est vaste et couvre tous les domaines, une encyclopédie de toutes les connaissances et les arts tant qu'ils sont liés à la nature ou qu'ils en tirent leurs matériaux. Dans ce but, il étudia tous ceux qui faisaient autorité dans chacun de ces sujets et ne manqua pas de les citer. Ses indices auctorum (index d'auteurs) sont, livrent dans certains cas les autorités qu'il a lui-même consultées (mais pas de manière exhaustive) ; parfois ces noms sont ceux des auteurs principaux sur le sujet qui ne sont connus que de seconde main. Pline n'hésite pas à rendre hommage à tous ses prédécesseurs (Praef. 16, « plenum ingeni pudoris fateri per quos profeceris »). Mais son savoir reste livresque : il n'eut pas le tempérament ou le loisir d'enquêter lui-même sur le terrain (sauf pour la botanique, voir ci-dessous). À noter sa conviction de la rotondité de la Terre, encore peu partagée à cette époque [référence ?], et sa description précise des marées, avec une esquisse d'explication par les phases de la Lune.
Sa curiosité scientifique pour les phénomènes de l'éruption du Vésuve mena à une fin prématurée sa vie d'étude infatigable. Il avait écrit dans sa préface : « nec dubitamus multa esse quae et nos praeterierint ; homines enim sumus et occupati officiis ». Préface,13 : « Je ne doute pas que beaucoup de choses m'ont échappé, mais je suis un homme, occupé par les affaires publiques ».
Au plan littéraire, son style trahit l'influence de Sénèque. Il vise moins à la clarté qu'à l'épigramme. Il est plein d'antithèses, de questions, d'exclamations, de tropes, de métaphores, et d'autres figures du maniérisme de l'âge d'argent de la littérature romaine (les deux premiers siècles de notre ère). La forme rythmique et artistique de la phrase est sacrifiée à une passion pour l'emphase qui enchante (???) par le report de l'argument vers la fin. La structure de la phrase est aussi souvent erratique et décousue [référence ?]. Mais sa description du chant du rossignol est un exemple de la splendeur de sa prose.

### L'art
La plupart des études récentes sur Pline se concentrent sur l'étude de ses domaines d'expertise, spécialement ceux présentés dans ses parties sur l'histoire de l'art (les livres XXXIII à XXXVII) - le plus ancien exposé sur ce sujet ayant survécu. Ses sources sont les traités perdus sur la sculpture en bronze et sur la peinture du sculpteur Xénocrate d'Athènes (IIIe siècle av. J.-C.) et l'érudit romain Varron (Ier siècle av. J.-C.).
Les anecdotes de Pline l'Ancien concernant les artistes grecs inspireront à Vasari les sujets des fresques qui décorent encore les murs de son ancienne maison à Arezzo.

### La botanique: livres XII à XXVII
Dans 16 des livres de l'Histoire naturelle, Pline tente de réunir toutes les connaissances de son temps sur les végétaux. Non seulement il rassemble toutes les informations botaniques disponibles dans les ouvrages auxquels il avait accès, mais il mène aussi des enquêtes auprès des médecins, des herboristes, des gens de la campagne et fait par lui-même des observations sur le terrain. De cette large collecte, il tire un inventaire de la plus grande partie des plantes connues et nommées de son temps, soit environ 900 végétaux, le double de ce qu'avait listé Théophraste, quatre siècles plus tôt. Il donne sur chaque plante des informations de nature botanique, mais précise aussi leurs utilisations agricoles, alimentaires, pharmaceutiques ou magiques. En général, il rapporte ces informations comme des « on dit », sans porter de jugement de valeur et sans que nous puissions toujours savoir ce que lui-même en pensait.
Pour Ducourthial, « En dépit de leurs défauts et des erreurs qu'ils contiennent, les seize livres de l'Histoire naturelle que Pline a consacrés à l'étude des plantes constituent sans nul doute l'ouvrage le plus complet sur le sujet que l'Antiquité nous ait légué. Ils sont une mine inestimable de renseignements sur les connaissances botaniques au Ier siècle de notre ère ainsi que sur les croyances populaires attachées à la cueillette de nombreux végétaux et à leurs propriétés ».

### La gastronomie et le vin, livre XIV
Pline est aussi une mine inépuisable de renseignements sur les habitudes alimentaires des Romains et la viticulture. « Après Columelle, Pline est de tous les auteurs latins celui auquel nous devons le plus de données sur les différentes espèces de vignes et de vins connus des Anciens. Le livre XIV de l'Histoire naturelle est consacré à ce thème : 22 chapitres qui en traitent dans les moindres détails, depuis les différentes espèces de vignes, la nature du sol, le rôle du climat, le vin en général, les différents vins d'Italie et d'outre-mer connus depuis les temps les plus reculés, jusqu'à l'énumération des plus célèbres ivrognes de la Grèce et de Rome ». Il fournit également des renseignements précieux sur les plantes odorantes, les arbres fruitiers, le blé, l'agriculture, le jardinage, les plantes médicinales, les viandes, poissons, gibiers, l'apiculture, la boulangerie, les légumes.

### Les animaux: livres VIII à XI et XXVIII à XXXII
Pline l'Ancien consacre quatre livres aux animaux dans son Histoire naturelle :
- Livre VIII traitant de la nature des animaux terrestres
- Livre IX contenant les animaux aquatiques
- Livre X contenant l'histoire des oiseaux
- Livre XI traitant des insectes

Il complète cet ensemble par quatre autres livres consacrés aux remèdes tirés des animaux :
- Livre XXVIII traitant des remèdes tirés des animaux
- Livre XXIX traitant des remèdes fournis par les autres animaux qui ne sont pas susceptibles d'être apprivoisés, ou qui sont sauvages
- Livre XXX traitant des autres remèdes fournis par les animaux
- Livre XXXII traitant des remèdes que fournissent les animaux aquatiques.

Les historiens des sciences, notamment au XIXe siècle, lui reprochent son manque d'esprit critique, sa crédulité quant à la description d'animaux fantastiques ou légendaires, mais Pline prend généralement de la distance en attribuant précautionneusement ces descriptions à d'autres auteurs.

### L'ornithologie, livre X
Le livre X est consacré aux oiseaux et s'ouvre sur l'autruche. Pline la considérait comme le point de passage des mammifères aux oiseaux. Il aborde de très nombreuses espèces et s'attarde particulièrement sur les aigles et d'autres rapaces comme les éperviers.
Bien qu'il ait emprunté de multiples passages à Aristote, les récits les plus fabuleux cohabitent avec des faits plus réalistes.

### Écologie
La philosophe Carolyn Merchant identifie dans l’œuvre de Pline l'Ancien une vision du monde qu'on pourrait qualifier aujourd'hui comme relevant de l'écologie. Il écrit par exemple : « à sa surface, la terre […] supplée à tout ce qui nous est utile. Ce qui cause notre perte […] ce sont les matières […] qui sont cachées dans ses profondeurs et qui ne se forment pas en un jour. […] quand aurons-nous fini d'épuiser la terre et jusqu'où pénétrera notre cupidité ! ». Cette cupidité explique dès les auteurs grecs les plus anciens la perte du bonheur originel de l'humanité à l'âge d'or dans le mythe des âges chez Hésiode, repris par Ovide.

## Éditions
- La première édition imprimée de l'œuvre de Pline paraît en 1469 à cent exemplaires.
- Naturalis Historiae opus, ab innumeris mendis a D. Johan. Caesaio Juliacen.., vindicatum… Apud Sanctam Ubiorum Coloniam Agrippinam, Eucharii Cervicorni, 1524. C'est le texte de Philippe Beroalde corrigé par Jean Caesarius. Ce dernier prétend avoir corrigé 4 000 passages.
- Historiae Naturalis libri XXXVII. Quos recensuit et motis illustravit Gabriel Brottier, Paris, J. Barbou, 1779.
- Pline l'Ancien, Histoire naturelle, Paris, Dubochet, 1848-1850 (lire en ligne).
- Pline l'Ancien, Histoire naturelle Livre XXV, Les Belles Lettres, 2003.
- Histoire naturelle, trad., Les Belles Lettres (Collection des universités de France : CUF), 1951-2008, 37 tomes, divers traducteurs.
- Pline l'Ancien (trad. du latin), Histoire naturelle : Éditée par Stéphane Schmitt, Paris, Éditions Gallimard, coll. « Bibliothèque de la Pléiade », 2013, 2127 p. (ISBN 978-2-07-012910-2), 2176 p.
- Le Langage équivoque (Dubius sermo) : A. Della Casa, Il 'Dubius Sermo' du Plinio, Gêne, 1969.

## Compilateurs et postérité
Vers le milieu du IIIe siècle, un résumé des parties géographiques de l'œuvre de Pline est réalisé par Solin et au début du IVe siècle, les passages médicaux sont réunis dans les Medicina Plinii. Au début du VIIIe siècle, Bède le Vénérable possède un manuscrit de toute l'œuvre. Au IXe siècle, Alcuin envoie à Charlemagne un exemplaire des premiers livres (Epp. 103, Jaffé) et Dicuil réunit des extraits des pages de Pline pour sa Mesure de la terre (Mensura orbis terrae, C, 825).
Les travaux de Pline sont tenus en grande estime au Moyen Âge. Le nombre de manuscrits restants est d'environ 200, mais le plus intéressant d'entre les plus anciens, celui de la Bibliothèque d'État de Bamberg (Msc.Class.42), ne contient que les livres xxxii à xxxvii. Robert de Cricklade, supérieur du prieuré Sainte-Frideswide à Oxford, adresse au roi Henri II un Defloratio, contenant neuf volumes de sélections prises d'un des manuscrits de cette classe et qui est, depuis peu, reconnu comme donnant parfois la seule indication valable du texte initial. Parmi les manuscrits plus anciens, le codex Vesontinus, jadis à Besançon (XIe siècle), est séparé en trois parties dont l'une est désormais à Rome, une autre à Paris, et la troisième à Leyde (où il existe aussi une transcription du manuscrit entier).
Son succès perdure au XVIe siècle, comme l'atteste le fait qu'il s'en est publié 43 éditions avant 1536.
Dans son Histoire d'un voyage fait en la terre du Brésil paru en 1578, Jean de Léry admet qu’il a autrefois douté de la véracité de certaines descriptions de Pline mais que les découvertes qu’il a faites au Brésil l’ont fait changer d’avis : « Je me suis retracté de l’opinion que j’ai autrefois eue de Pline, et de quelques autres décrivant les pays étranges, parce que j’ai vu des choses aussi bizarres et prodigieuses qu’aucunes qu’on a tenues incroyables dont ils font mention ».
On peut voir des statues des deux Pline, assis et revêtus de l'habit des érudits des années 1500, sur les côtés du portail en façade de la cathédrale Santa Maria Assunta de Côme.
Le roman de Louis-Ferdinand Céline Normance (sur-titré Féerie pour une autre fois II) est dédié à Pline l'Ancien en raison du rapprochement que fait l’auteur entre le bombardement de Paris en juin 1944, au cœur de son roman, et la description par Pline le Jeune de l'éruption du Vésuve qui anéantit Pompéi et tue son oncle Pline l’Ancien.
Dans le roman d’Angelo Rinaldi, Les roses de Pline, paru en 1987, le narrateur encore adolescent hérite de la villa de ses parents où fleurit une variété de rose décrite par Pline l’Ancien.

## Le personnage de Pline dans la culture populaire aujourd'hui
Le manga Pline de Mari Yamazaki et de Miki Tori, paru à partir de 2014, imagine la vie de Pline en s'inspirant librement des rares éléments qu'on possède sur ce sujet et le met en scène en train d'élaborer son œuvre scientifique en s'inspirant de ce qui est conservé de son Histoire naturelle.